# Reijo Laksola
Reijo Lasse Laksola (* 10. August 1952 in Seinäjoki; † 29. Dezember 2007 in Tampere) war ein finnischer Eishockeyspieler, der unter anderem für Koovee, Jokerit, Helsingfors IFK und Tampereen Ilves in der höchsten finnischen Liga sowie den ECD Iserlohn in der deutschen Bundesliga aktiv war.

## Karriere
In der Nachwuchsabteilung von Koovee begann Reijo Laksola mit dem Eishockeyspielen. Ab der Saison 1971/72 wurde der Verteidiger auch in der Herrenmannschaft eingesetzt, die in der SM-sarja aktiv war. Er etablierte sich als Stammspieler in der höchsten finnischen Liga und lief fünf Jahre lang für seinen Heimatverein auf, bevor er in der Saison 1976/77 für Jokerit und anschließend zwei Jahre lang für Helsingfors IFK spielte. Zur Spielzeit 1979/80 wechselte er zum ECD Iserlohn in die Bundesliga. Ein Jahr später kehrte er nach Finnland zurück und schloss sich Tampereen Ilves an, für die er bis 1984 aufs Eis ging. Anschließend beendete er seine Karriere.

### International
Für die finnische Nationalmannschaft lief Laksola insgesamt 49 Mal auf und erzielte dabei vier Tore und sechs Vorlagen. Unter anderem wurde er für die Weltmeisterschaft 1975 und die Olympischen Winterspiele 1976 nominiert.

## Karrierestatistik

### International
Vertrat Finnland bei:
- Weltmeisterschaft 1975
- Olympische Winterspiele 1976

(Legende zur Spielerstatistik: Sp oder GP = absolvierte Spiele; T oder G = erzielte Tore; V oder A = erzielte Assists; Pkt oder Pts = erzielte Scorerpunkte; SM oder PIM = erhaltene Strafminuten; +/− = Plus/Minus-Bilanz; PP = erzielte Überzahltore; SH = erzielte Unterzahltore; GW = erzielte Siegtore; 1 Play-downs/Relegation; Kursiv: Statistik nicht vollständig)

## Familie
Reijo Laksola war mit Riittaa Ollikka verheiratet, die als alpine Skifahrerin ebenfalls an den Olympischen Winterspielen 1976 teilnahm. Sein jüngerer Bruder Pekka Laksola war ebenfalls professioneller Eishockeyspieler.